# Кузьмина Гребля
Кузьми́на Гре́бля (укр. Кузьмина Гребля) — село в Уманском районе Черкасской области Украины.
Почтовый индекс — 20051. Телефонный код — 4745.

## Население
Население по переписи 2001 года составляло 1337 человек.

### Языковой состав
Родной язык населения по данным переписи 2001 года:
| Язык       | Численность, чел. | Доля     |
| ---------- | ----------------- | -------- |
| Украинский | 1 306             | 97,68 %  |
| Русский    | 23                | 1,72 %   |
| Другое     | 8                 | 0,60 %   |
| Итого      | 1 337             | 100,00 % |

## Местный совет
20051, Черкасская обл., Христиновский р-н, с. Кузьмина Гребля